# Kesselspitze (Alpes de Stubai)
Pour l’article homonyme, voir Kesselspitz.
La Kesselspitze est une montagne culminant à 2 728 m d'altitude dans les Alpes de Stubai.

## Géographie
Il se situe entre le Gschnitztal au sud-est et le Stubaital au nord-ouest. Il est légèrement plus élevé que le Serles, au nord-est de la Kesselspitze.

## Ascension
Le sommet peut être atteint par le nord ou le sud, où l'ascension par le Stubaital est bien plus raide. La Kesselspitze est accessible entre le Serles et le Padasterjochhaus. Depuis le Stubaital, on part de Kampl, un quartier de Neustift im Stubaital. Le chemin n'a pas de difficultés techniques, mais est toujours très fort. La montée prend pour les randonneurs en moyenne 4 à 5 heures. De l'autre côté de la montagne, l'ascension commence de Maria Waldrast, lieu de pèlerinage près de Mühlbachl, et va le long des prés escarpés jusqu'au sommet. En hiver, cette variante est également adaptée pour le ski de randonnée.